# My Little Pony - Danzando fra le nuvole
My Little Pony - Danzando fra le nuvole (My Little Pony: Dancing in the Clouds) è un film d'animazione statunitense del 2004 destinato direttamente al mercato home video. Questo film è il seguito di My Little Pony - Un incantevole compleanno. In Italia il film è stato trasmesso su Cartoonito il 4 ottobre 2014.

## Trama
A Ponylandia si avvicina il ballo dell'amicizia e Martina Ballerina ha dei problemi con la coreografia e i ballerini. Gelsomina desidera aiutare Martina Ballerina e appena vede un aquilone comincia ad inseguirlo, poiché esiste un detto che recita: "se acchiappi un aquilone acchiappi un desiderio". Gelsomina prende l'aquilone e conosce un pegaso: Polvere di Stelle che la porta sull'isola delle farfalle a patto di mantenere il segreto su quello che ha visto. Gelsomina chiede a Polvere di Stelle un desiderio per la sua amica. Il desiderio viene esaudito e Martina Ballerina vincerà il premio come "migliore amica".

## Personaggi
| Nome originale | Nome italiano     | Caratteristiche |
| -------------- | ----------------- | --- |
| Sky Wishes     | Gelsomina         | Pony dal manto rosa. Criniera e coda ciclamino e viola. Come simbolo ha un aquilone e una farfalla. Pensa sempre a cosa potrebbe desiderare.          |
| Twinkle Twirl  | Martina Ballerina | Pony dal manto viola. Criniera e coda arancioni rosa e ciclamino. Come simbolo ha delle stelle di cui una grande al centro. Le piace ballare.         |
| Star Catcher   | Polvere di Stelle | Pegasus dal manto bianco. Criniera e coda bianchi azzurri e rosa. Come simbolo ha un cuore rosa. Può parlare con le farfalle.                         |
| Scooter Sprite | Rosalina          | Pony dal manto rosa. Criniera e coda verdi e viola. Come simbolo ha uno scooter verde. Ama andare sui pattini a rotelle indossando un casco.          |
| Sunny Daze     | Esterella         | Pony dal manto bianco. Criniera e coda gialli arancioni ciclamino e viola. Come simbolo ha un sole. Le piace il surf, sciare e fare le capriole.      |
| Rainbow Dash   | Colorella         | Pony dal manto azzurro. Criniera e coda color arcobaleno. Come simbolo ha due nuvole bianche unite da un arcobaleno. Le piace fare le cose in grande. |
| Coconut Cream  | Nocciolina        | Pony dal manto bianco. Criniera e coda gialli verdi e rosa. Come simbolo ha una torta e una palma.                                                    |
| Pinkie Pie     | Nastrina          | Pony dal manto rosa. Criniera e coda rosa pallido. Come simbolo ha tre palloncini. Le piace giocare.                                                  |
| Forsythia      | Piroetta          | Pony dal manto rosso. Criniera e coda gialli. Come simbolo ha una farfalla blu e dei fiori di forsizia.                                               |
| Gem Blossom    | Gaia              | Pony dal manto giallo. Criniera e coda gialli arancioni e rosa. Come simbolo ha tre fiori.                                                            |
| Desert Rose    | Rosellina         | Pony dal manto bianco. Criniera e coda rosa e ciclamino. Come simbolo ha una rosa.                                                                    |
| Starbeam       | Stellina          | Pony dal manto blu. Criniera e coda bianchi. Come simbolo ha delle stelle comete gialle e bianche.                                                    |